# Campanya de Hunayn
La campanya de Hunayn fou una batalla implicant les forces mahometanes que va tenir lloc el febrer del 630 i que va seguir la conquesta de la Meca. D'ençà de l'Hègira, Mahoma havia fet tractes amb tribus nòmades d'Aràbia; segurament, al principi aquests tractes eren simplement pactes de no-agressió; ara bé, segons va anar creixent el poder militar de Mahoma, el Profeta va posar la conversió a l'islam com a condició a aquelles tribus que volguessin establir-hi acords d'aliança per obtenir-ne protecció contra d'altres tribus.
A Hunayn es van enfrontar els musulmans i els hawazin (i especialment els thaqif), dirigits per Màlik ibn Awf; aquest esperava als musulmans, que avançaven des de la Meca, en unes gorgues favorables per una emboscada i va sorprendre els mahometans que es van replegar en desordre. Mahoma, muntant una mula, va estar a punt de ser capturat, però els musulmans es van reagrupar, van contraatacar i van vèncer. El botí fou enorme (incloïa 24.000 camells) i es van fer milers de presoners (entre ells 6000 dones i criatures). Els que van poder fugir es van refugiar a Taïf on foren assetjats per Mahoma i la cavalleria musulmana dirigida per Khàlid ibn al-Walid.
Després de la batalla de Hunayn, Mahoma ja era el cabdill militar més fort d'Aràbia, per això, moltes tribus enviaren representants a Medina per demanar-li aliança. Després de la derrota de l'Imperi Persa en la guerra que l'enfrontava amb l'Imperi Romà d'Orient, esdevinguda durant els anys 627 i 628, al Iemen i en alguns llocs del Golf Pèrsic, grups que havien demanat ajuda als perses contra els romans cercaren l'ajuda de Mahoma.